# LOVE Park
Het LOVE Park (oorspronkelijk benaamd als JFK Plaza) is een plaza in het midden van het stadshart van Philadelphia. Het park komt aan zijn naam door het standbeeld wat er staat, ontworpen door Robert Indiana. Het park bleek perfect te zijn voor skateboarders en werd al snel wereldwijd beroemd.

## Geschiedenis
De plaza is ontworpen door Vincent Kling, gebouwd in 1965 en bevat een ondergrondse parkeergarage. De plaza bevat veel granieten randjes en trappen. In 1969 is er in het midden een grote fontein bij gebouwd. Het park is eigenlijk ter nagedachtenis aan president John F. Kennedy, vandaar de oorspronkelijke naam JFK Plaza.
Het beroemde LOVE-beeld is ontworpen door Robert Indiana en is in 1976 in het park geplaatst. In 1978 is het standbeeld verwijderd uit het park, maar het is opgekocht door F. Eugene Dixon Jr. en permanent teruggeplaatst.

## Skateboarden
Al snel bleek dat het park ideaal was voor skateboarders. Veel internationaal bekende skateboards zoals Rock Oyola, Josh Kalis, Stevie Williams en Anthony Pappalardo hebben ook in het park video's opgenomen als ze glijden over de randjes en trucs van de trappen af doen. De status van het park was in 2001 zo hoog dat het gekozen is om de X-Games te hosten. In 2002 was gebeurde dit alweer, het is in totaal door 150.000.000 mensen bekeken vanuit 18 verschillende landen.
In 2002 startte burgemeester John F. Street een campagne tegen het skateboarden. Op 1 juni 2004 bood het bedrijf DC Shoes $1.000.000,- voor het heropenen van het park voor skateboards. De burgemeester wees dit af. Om te voorkomen dat mensen nog op die plek zouden skateboarden liet de stad voor $800.000,- aan aanpassingen uitvoeren, zoals het plaatsen van plantenbakken voor randen en het vervangen van granieten banken voor houten bankjes.

## Trivia
- Het park wordt in 2000 als parodie gebruikt in het spel Tony Hawk's Pro Skater 2. De beroemde letters van het LOVE standbeeld staan weergeven als THPS, wat de initialen van de naam van het spel zijn (Tony Hawk's Pro Skater)
- De letters zijn voorbeeld geweest voor de cover van het album Renegades van Rage Against the Machine.